# Luma anticalis
Luma anticalis là một loài bướm đêm trong họ Crambidae.